# Везак (Дордонь)
Везак (фр. Vézac) — коммуна на юго-западе Франции в департаменте Дордонь административного региона Аквитания.
Коммуна включена в «Долину пяти замков».

## География
Коммуна, расположенная в 10 километрах юго-западнее города Сарла-ла-Канеда, находится на северном берегу реки Дордонь на небольшой равнине возле устья ручья Понту. Основной посёлок находится в одном километре от реки, в непосредственной близости от департаментской автодороги 703, проходящей вдоль реки.
Долина окружена лесистыми склонами из известняка юрского периода. Ландшафт, имеющий вертикальные отвесные обрывы, относится к карстовому типу с циркуляцией подземных вод, которые выходят на поверхность на юге на окраине Дордони. На юго-востоке коммуны над рекой возвышается отрог Pech de l’Aze, откуда открывается почти круговой вид на долину реки и её отвесные обрывы. Максимальная разница высот достигает 170 метров (у берега Дордони высота 62 метра, а на севере коммуны — 231 метр).
Основные склоны прежде были заняты виноградниками, которые исчезли из-за эпидемии филлоксеры в конце XIX века. Хорошо инсолированные участки этих же склонов заняты растительностью средиземноморского типа. Покрывающий холмы лес содержит, преимущественно, каменные дубы и сосны тёмного оттенка. Прежде в коммуне были развиты лесозаготовки, поскольку лес можно было легко спустить к местному порту на Дордони (сейчас это место называется Vieux Port).
Популярность сбора каштанов и откормки животных (свиней кормили желудями) привела к появлению большого числа небольших временных крестьянских жилищ, возводимых методом сухой каменной кладки, из которых осталось около сорока построек.
Коммуна расположена на территории исторического края Чёрный Перигор между двух селений внесённых в список «Самые красивые города Франции»: Ла-Рок-Гажак и Бейнак-э-Казнак, вид на которые открывается с берега Дордони.

## История

### Доисторическая эпоха
Известняковые склоны, подобно склонам соседней долины реки Везер, испещрены природными гротами, из которых отдельные пещеры очень глубоки, поскольку образованы в местах выхода на поверхность подземных вод. Установлено, что одна из них служила стоянкой людей в суровую эпоху позднего палеолита в период ориньякской археологической культуры. Пещера grotte du Roc расположена выше одноимённого хутора и в ней вёл раскопки известный французский специалист по истории первобытного общества Дени Пейрони, а затем вёл исследования Жан-Филипп Риго. На стенах пещеры обнаружены рисунки, выполненные в период между 30000 и 20000 лет до нашей эры. Дольмен, расположенный на территории коммуны Витрак на «римской» дороге, служит свидетельством присутствия первобытных людей (около 4000 лет до н. э.). Эта дорога являлась древним путём из Лиможа в Каор через Сарла и не указывалась на картах, выпущенных после XIII века. Ещё одна стоянка возле геологического разлома поблизости от обрыва Ла-Малартри сохранила следы, датированные концом Бронзового века (примерно 1000 до н. э.).

### Средние века
Название Везак, по видимому, является наследием галло-римской эпохи. Этот район, скорее всего, находился в сельскохозяйственной зависимости от соседнего прихода Бейнак, где имелся свой укреплённый замок, расположенный очень высоко на скале. Этот замок явно был могущественнее укреплённого селения, располагавшегося на землях современной коммуны до 1000 года до н. э. Река Дордонь была одновременно и источником жизнедеятельности, и источником опасностей, поскольку её воды приводили сюда врагов, к примеру норманнов в X веке. Укреплённый в эпоху средневековья скальный отрог Pech de l’Aze был идеальным местом наблюдения за верхним и нижним течениями реки. Эта часть поселения имела своё собственное название, Маркессак (фр. Marqueyssac), где находилось небольшое укрепление могущественного сеньора де Бейнак, которое должно было сдерживать посягательства соседнего сеньора де Кастельно, чей замок находился на скалистом обрыве по другую сторону реки.
В период развития аграрных хозяйств в Средние века жители Везака были весьма зажиточны и могли себе позволить строительство и последующее расширение храма из тёсаного камня. Приходская церковь, посвящённая святому Урбану, имеет проход позади хоров в романском стиле, выполненный в XII веке, и неф, который несмотря на множество перестроек, сохранил этот исходный стиль. Боковые часовни были построены по канонам готической архитектуры в XIII веке.
К концу XII века политическое влияние королей династии Плантагенетов, властителей Аквитанского герцогства, распространилось вплоть до Дордони, и замок Бейнак на короткое время был отдан английским королём Ричардом Львиное Сердце одному из своих наместников. В XIV веке Везак оказался на переднем фронте событий Столетней войны, поскольку южный берег реки с замком Кастельно находился то в руках англичан, то в руках верных королю Франции сира де Бейнак и епископа-графа Сарла. В 1350 году маленький укреплённый замок Маркессак был захвачен англичанами и сожжён, а его сеньор перед этим скрылся в замке Кастельно. Однако в периоды перемирий оживало соперничество между епископом Сарла, который владел соседним Ла-Рок-Гажаком, и сеньорами де Кастельно и де Бейнак. Примечательно, что обрывистый берег напротив селения Ла-Рок-Гажак был укреплён в неизвестный период времени.

### Новое время
Со временем, после завершения англо-французских воин и французских религиозных войн, замки и дворянские усадьбы превратились в парадные резиденции. Усадьба Rochecourbe, построенная в начале XVI века, была перестроена в XVII и в XVIII веках; в ней сохранились великолепные потолочные перекрытия, украшенные на французский манер. Усадьба Soulvignac, принадлежавшая влиятельной в Перигоре семье Сольминьяк, сохранила следы готического стиля, но также полностью перестроена в XVIII веке.
Согласно преданиям первые «висящие сады» в Маркессаке на склоне холма, были выполнены по проекту знаменитого Андре Ленотра, однако они были работой одного из учеников Ленотра, садовника Поршера, выполненной по заказу Бертрана Верне, королевского советника при гражданском и уголовном суде в Сарла. Когда сеньория перешла в руки Франсуа Лавернь де Серваль (фр. François Lavergne de Cerval), он распорядился в конце XVIII века построить на вершине холма роскошную усадьбу в классическом стиле, покрытую плитняком, сохранив при этом старинную башню с лестницей.
Летом 1789 года жители Везака отказались выкапывать «Майское дерево», посаженное общинами Сарла в знак солидарности с антифеодальным движением, и власти отправили войска чтобы его убрать. Такие «майские деревья» стали прообразом деревьев свободы, которые вскоре после этого стали высаживать повсюду во Франции.
Во второй половине XIX века в коммуне начался бурный рост аграрного хозяйства благодаря совершенствованию технологий и внедрению транспортных средств. Строительство дорожного моста в Файрак (современный Кастельно-ла-Шапель) в 1880 году и прокладка прямой дороги в Сарла (современная трасса D57) образовали транспортный узел. К тому же в 1884 году из Бордо проложили железнодорожную ветку в Сарла, и именно в Везаке построили вокзал, обслуживавший соседние коммуны, чья туристическая привлекательность (два соседних селения, Ла-Рок-Гажак и Бейнак-э-Казнак, внесены в список «Самые красивые города Франции») стала признана далеко за пределами района Сарла. На землях коммуны выращивали табак и злаковые, на которые был очень высокий спрос и в тот период в Везаке строили красивые сельскохозяйственные постройки из светлого известняка, а их крыши крыли плитняком или черепицей.
Прекращение аграрной деятельности превратило Везак в место жительства горожан и иностранцев, привлекаемых богатым культурным наследием и хорошим климатом этого района. Одновременно в районе угасло речное судоходство (на протяжении веков именно по реке перевозили лес, камни и продукты сельского хозяйства) вследствие конкуренции с железнодорожным транспортом.
В период Второй империи Жюльен де Серваль, ещё один судья из Сарла, унаследовал Маркессак и начал расширять парк в итальянском стиле. У него родилась идея высадить большое количество самшитовых кустов, обрезанных в технике топиаров. Так в Везаке появилась главная достопримечательность, привлекающая множество туристов. В конце XX века в садах были проведены восстановительные работы.

### Новейшее время
Французский дипломат, граф Шарль де Бопуа де Сен-Олер (фр. Charles de Beaupoil de Sainte-Aulaire) купил участок земли на уступе у обрыва Ла-Малартри на берегу Дордони и в начале XX века начал строительство великолепного шато в стиле нео-ренессанса. Для этого участок у скалы расширили при помощи взрывных работ, а само строительство шато Ла-Малартри длилось около 30 лет.
В первой половине XX века во Франции началось массовое переселение жителей из деревень в города. Это течение было усилено тяжёлым поражением виноградников из-за эпидемии филлоксеры и крупными человеческими потерями во время Первой мировой войны, которые привели к демографическому спаду, длившемуся несколько десятилетий.
В годы Второй мировой войны в Везаке действовали группы подпольщиков под эгидой «Armée secrete». Подпольщик, служивший секретарём мэрии, Абель Лавиаль (фр. Abel Laviale), был уличён в изготовлении фальшивых документов. Его арестовали оккупанты и казнили в июле 1944 года.
После войны в Везаке стали развивать туризм. Гостиницы, а также сельские гостевые дома и меблированные комнаты, наряду с крупными участками, выделенными под кемпинги (в 2011 году таких участков было 5) ограничили место для аграрной деятельности. В Везаке не удалось реализовать проект строительства центральной площади по чертежам французского архитектора Жана Нувеля. Поскольку Везак не смог стать центром агломерации, железнодорожный вокзал в городе был закрыт.
Река Дордонь остаётся центром притяжения туристов. Её течение здесь спокойное, что располагает к речным купаниям и лодочным прогулкам, для которых построена станция рядом с обрывом Ла-Малартри.
Большая часть владений Маркессак, включая шато и сады, отдана в аренду компании Kléber Rossillon, которая специализируется на управлении культурными и туристическими объектами, и также управляет соседним замком Кастельно (Музей средневековых войн). После проведения в садах крупных восстановительных работ их открыли для публики в марте 1997 года, и с тех пор сады Маркессак ежегодно посещают 190000 туристов.

## Достопримечательности
- Пещера с наскальными изображениями первобытной эпохи возле хутора du Roc. Классифицированный исторический памятник, посещение невозможно.
- Приходская церковь святого Урбана, преимущественно романский стиль (XII век с пристройками XIV века). Классифицированный исторический памятник, за исключением колокольни.
- Шато Маркессак, XV и XVII век, фасады и кровля признаны историческим памятником в 1948 году. Сад Маркессак содержит 500 метров аллей и 150000 самшитов. Сад включен в национальный список «Выдающихся садов Франции» (Jardin remarquable)[4].
- Шато Ла-Малартри у реки Дордонь, территориально находится ближе к деревушке Ла-Рок-Гажак, но расположено в коммуне Везак. Небольшая ренессансная усадьба построенная в самом конце XIX века графом Огюстом де Сен-Олер (1866—1954), послом Франции в Великобритании.
- Имение Rochecourbe (XV—XVIII века). На потолочных перекрытиях представлены соседние замки и усадьбы.
- Имение Soulvignac (XVI—XVIII века). Голубятня. Красивая старинная мельница, Moulin de Soulvignac или Moulin-Caillou сохранилась в небольшом отдалении.